# Степашин Сергій Вадимович
Сергій Вадимович Степашин (2 березня 1952, Порт-Артур, КНР) — російський державний і політичний діяч, Голова Уряду Російської Федерації (з травня по серпень 1999), Голова Рахункової палати Російської Федерації (з 2000), доктор юридичних наук, професор, генерал-полковник запасу. Співголова Асоціації юристів Росії. Голова Імператорського православного палестинського товариства (з 2007).
Високопосадовий керівник різноманітних російських спецслужб та правоохоронних органів ще з радянських часів.

## Життєпис
Сергій Степашин народився в Порт-Артурі, Квантунська область, СРСР (нині Люйшунь, Китай) 2 березня 1952 року. Закінчив Вищу політичну школу Міністерства внутрішніх справ СРСР (1973), у 1981 році — Ленінську військово-політичну академію, а в 2002 р. Фінансову академію. Має звання Державного радника з питань правосуддя Російської Федерації.

## Кар'єра
Степашин обіймав посаду глави ФСК (попередника ФСБ) з лютого 1994 року до червня 1995 року. Потім він став міністром юстиції, обіймаючи посаду з 1997 по березень 1998 року, і міністром внутрішніх справ, обіймаючи цю посаду з березня 1998 року.
У травні 1999 року був призначений прем'єр-міністром РФ. Єльцин досить чітко дав зрозуміти, коли призначив його прем'єр-міністром, що Степашин буде займати цю посаду лише тимчасово (цитуючи це потрібно), і його в серпні 1999 року замінив майбутній президент Володимир Путін.
Ставлення Степашина до конфлікту в Чечні помітно відрізнялося від позиції Володимира Путіна. Наприклад, Степашин подарував лідерам сепаратистського режиму в Чечні пістолети з монограмами, високо оцінив діяльність релігійних екстремістів, які захопили кілька дагестанських сіл.
Після звільнення з посади прем'єр-міністра Степашин приєднався до політичної партії Яблуко на російських парламентських виборах 1999 року і був обраний до Державної Думи. Пізніше він подав у відставку і став главою Рахункової палати РФ, федерального аудиторського агентства.

## Сім'я
Одружений, має сина.